# Armando Iannucci
Armando Giovanni Iannucci, född 28 november 1963 i Glasgow, är en skotsk komiker, författare, regissör, artist och radioproducent. Han är bland annat känd för att ha producerat radioserien On the Hour, TV-serierna The Thick of It och Veep. År 2009 långfilmsdebuterade han med In the Loop med bland andra Peter Capaldi och James Gandolfini i rollerna. Vid Oscarsgalan 2010 nominerades han i kategorin Bästa manus efter förlaga för filmen.
Han har också regisserat den satiriska filmen The Death of Stalin (2017) och dramakomedin ”David Copperfields äventyr iakttagelser” (2019), som baseras på romanen David Copperfield av Charles Dickens.

## Privatliv
Iannucci är gift med Rachel Jones sedan 1990 och paret har tre barn tillsammans.